# Nøruplund
Nøruplund nævnes første gang i 1806 og er udstykket fra godset Høgholm i 1805-1806, og ligger i Tirstrup Sogn i Syddjurs Kommune. Hovedbygningen er opført i 1863.
Nøruplund Gods er på 156,7 hektar

## Ejere af Nøruplund
- (1805-1806) Poul Marcussen
- (1806-1811) Peder Bisp
- (1811-1820) Frederik Christian Myging
- (1820-1828) Jens Truels Jensen
- (1828-1833) C.P. Munch / Johan Conrad Fønss
- (1833-1887) Johan Conrad Fønss
- (1887) Dorothea Cathrine Møller gift Fønss
- (1887-1891) Jacob Severin Johansen Fønss (søn)
- (1891-1912) Poul Holm Hee (hans svoger)
- (1912-1916) Marianne Finderup gift Hee
- (1916-1918) Konsortium
- (1918-1919) J.C. Jensen
- (1919-1921) Frederik Legarth
- (1921-1922) Randers Amts Udstykningsforening
- (1922-1923) Deichmann
- (1923-1928) Hjalmar Frigaard
- (1928-1960) Herman Frigaard (bror)
- (1960-1967) Eva Godt gift Frigaard
- (1967-1988) Ukendt ejer
- (1988-2018) Hans Møller
- (2018-2021) Christina Cederfeld & Peter Faurschou
- (2021- ) Christina Cederfeld & familien Faurschou v/Eva, Nils Jørgen og Peter Faurschou